# Attaques de drones de 2023 en Iran
 (janvier 2023).
Les attaques de drones de 2023 en Iran sont survenues dans la nuit du 28 au 29 janvier 2023 lorsque trois drones ont attaqué une usine de munitions d'Ispahan au milieu d'autres explosions inexpliquées à travers l'Iran,.

## Contexte
Il y a eu un certain nombre d'explosions et d'incendies (en) autour des installations militaires, nucléaires et industrielles iraniennes au début des années 2020. En 2021, l'Iran a accusé Israël d'avoir saboté son site nucléaire clé de Natanz (en) et a juré de se venger. En juillet 2022, l'Iran a déclaré avoir arrêté une équipe de sabotage composée de militants kurdes travaillant pour Israël qui prévoyait de faire sauter un centre sensible de l'industrie de la défense à Ispahan.
L'attaque a eu lieu pendant une période de fortes tensions entre l'Azerbaïdjan et l'Iran, après qu'un homme armé a attaqué l'ambassade d'Azerbaïdjan à Téhéran, tuant son chef de la sécurité et en blessant deux autres.

## Explosion d'Ispahan
Le 28 janvier 2023, à 23 h 30 heure locale, une usine de munitions du ministère iranien de la Défense à Ispahan a été attaquée par trois drones, provoquant une importante explosion. Le ministère a déclaré que l'attaque s'était produite dans la rue Imam Khomeini d'Ispahan et que les dommages aux bâtiments étaient mineurs. Selon le ministère, trois drones ont été abattus et l'attaque a échoué. Le ministère n'a pas précisé le suspect de l'attaque. Certains citoyens ont déclaré avoir entendu trois ou quatre explosions.

## Autres explosions ou incendies
Un incendie s'est déclaré dans une raffinerie de pétrole à Tabriz au cours de la même nuit. Le Wall Street Journal a décrit la relation entre l'incendie de Tabriz et l'attaque d'Ispahan comme peu claire. Selon Iran International, des explosions et des incendies ont été signalés à Karadj la même nuit. Une autre explosion a été signalée dans une installation pétrolière à Azarshahr,.
Selon Iuliia Mendel (en), ancienne porte-parole du président ukrainien Volodymyr Zelensky, au moins 14 installations ont été visées dans les attaques, dont une usine de drones.
Un tremblement de terre près de la ville de Khoy s'est produit le même jour, ce qui a semé la confusion quant à savoir si des cibles avaient été touchées ou avaient été touchées par le tremblement de terre,,.

## Réactions

### Iran
Selon des sources de renseignement occidentales s'adressant au Jerusalem Post, les responsables iraniens ont minimisé les effets de l'attaque d'Ispahan.

### Médias
Le Jerusalem Post a déclaré que des sources occidentales considéraient l'attaque comme un "énorme succès". Le New York Times pense que les drones utilisés dans l'attaque avaient décollé de l'intérieur de l'Iran, en raison de l'éloignement d'Ispahan des frontières internationales de l'Iran.